# Xuanhanosaurus
A Xuanhanosaurus (jelentése: hszüanhani (xuanhani) gyík) egy megalosaurus-szerű dinoszaurusz, amely a theropodák egyik neme.

## Anatómia

### Végtagok
A Xuanhanosaurus a korában közepes méretű ragadozónak számított a 4,5-6 méteres hosszúságával és körülbelül 250 kilogrammos súlyával.
Aránylag nagy feje mellett még az erős, jól fejlett mellső lábai is nagyok, illetve hosszúak voltak, melyeken három karmos ujjat viselt. A felkarok valamivel hosszabbak voltak az alkaroknál, ezekről úgy vélik, hogy valószínűleg négy lábon is járhatott. Hátsó lábain három, karmos ujjat viselt.
Járáskor hosszú, merev farkát használva egyensúlyozott. 
A bőr valószínűleg feltűnően mintás volt. Rengeteg rekonstrukción csupaszon, pikkelyesen ábrázolják, és nincs közvetlen bizonyítéka, hogy ez is egy tollas dinoszaurusz volt.

## Ősbiológia

### Táplálkozás
Húsevő állat volt, valószínűleg dögökkel vagy kis növényevőkkel táplálkozott. A Tuojiangosaurusszal, egy Stegosaurusszerű növényevővel egy területen élt, erre a 7 méter hosszú és 4 tonnás, jól felfegyverkezett állatra valószínűleg csapatban vadászott. Egy másik nagy növényevővel, a hatalmas Mamenchisaurus nevű sauropodával is egy területen élt. E termetes állat mellett viszont jócskán eltörpült a ragadozó, így szinte semmi esélye se volt egyedül levadászni.

### Ellenségek
Ez a ragadozó a korában nem számított túl nagynak, ezért biztosan voltak ellenségei, például a nagyobb ragadozók vagy a védekező növényevők. A nála valamivel kisebb, szintén ragadozó, Gasosaurus nevű theropodával közös területen élt. Ezek a húsevők valószínűleg ellenségek voltak, területháborítás vagy a táplálék (dög) megőrzésének érdekében megölhették egymást.

## Felfedezések
Az alig ismert theropodát Tung Cse-ming (Dong Zhi-ming) fedezte fel 1984-ben. A Xuanhanosaurus („hszüanhani (xuanhani) gyík”) nevet a fosszília lelőhelyéről, a kínai Szecsuan tartomány Hszüanhan (Xuanhan) vidékéről nevezték el. Jelenleg csak a gerinccsigolyái, a vállízület és a mellső végtag csontjai kerültek elő. A jura korban élt, körülbelül 157-156 millió évvel ezelőtt.